# Hendrika van Tussenbroek
 (août 2022).
La mise en forme du texte ne suit pas les recommandations de Wikipédia : il faut le « wikifier ».
Les points d'amélioration suivants sont les cas les plus fréquents. Le détail des points à revoir est peut-être précisé sur la page de discussion.
- Les titres sont pré-formatés par le logiciel. Ils ne sont ni en capitales, ni en gras.
- Le texte ne doit pas être écrit en capitales (les noms de famille non plus), ni en gras, ni en italique, ni en « petit »…
- Le gras n'est utilisé que pour surligner le titre de l'article dans l'introduction, une seule fois.
- L'italique est rarement utilisé : mots en langue étrangère, titres d'œuvres, noms de bateaux, etc.
- Les citations ne sont pas en italique mais en corps de texte normal. Elles sont entourées par des guillemets français : « et ».
- Les listes à puces sont à éviter, des paragraphes rédigés étant largement préférés. Les tableaux sont à réserver à la présentation de données structurées (résultats, etc.).
- Les appels de note de bas de page (petits chiffres en exposant, introduits par l'outil «  Source ») sont à placer entre la fin de phrase et le point final[comme ça].
- Les liens internes (vers d'autres articles de Wikipédia) sont à choisir avec parcimonie. Créez des liens vers des articles approfondissant le sujet. Les termes génériques sans rapport avec le sujet sont à éviter, ainsi que les répétitions de liens vers un même terme.
- Les liens externes sont à placer uniquement dans une section « Liens externes », à la fin de l'article. Ces liens sont à choisir avec parcimonie suivant les règles définies. Si un lien sert de source à l'article, son insertion dans le texte est à faire par les notes de bas de page.
- La présentation des références doit suivre les conventions bibliographiques. Il est recommandé d'utiliser les modèles {{Ouvrage}}, {{Chapitre}}, {{Article}}, {{Lien web}} et/ou {{Bibliographie}}. Le mode d'édition visuel peut mettre en forme automatiquement les références.
- Insérer une infobox (cadre d'informations à droite) n'est pas obligatoire pour parachever la mise en page.

Pour une aide détaillée, merci de consulter Aide:Wikification.
Si vous pensez que ces points ont été résolus, vous pouvez retirer ce bandeau et améliorer la mise en forme d'un autre article.
Hendrika Cornelia van Tussenbroek, née le 2 décembre 1854 à Utrecht  de  morte le 21 juin 1935 à Doorn, est une compositrice, parolière et professeur de chant et de piano néerlandaise à Amsterdam et Utrecht. 
Elle s'est principalement concentrée sur l'écriture de chansons pour enfants. Ses œuvres incluent « Nous dansons main dans la main » ('Wij dansen hand aan hand') et « Réveillez-vous, le soleil est déjà levé » ('Wordt wakker, 't zonnetje is al op')
Catharina van Rennes, Nelly van der Linden (1869-1926) et Hendrika van Tussenbroek sont considérées comme des compositrices importantes pour le développement de la chanson enfantine néerlandaise à la fin du XIXe et au début du XXe siècle. Helen Metzelaar a noté en 2001 dans le catalogue de la Grove Music Online d'Oxford que Tussenbroek et Catharina van Rennes « ont inspiré l'amour de la musique chez les jeunes et les moins jeunes » et « ont créé un nouveau genre pour les enfants qui est resté vivace aux Pays-Bas jusqu'aux années 1960 ».

## Biographie

### Jeunesse et formation
Hendrika van Tussenbroek a étudié avec Richard Hol (piano, chant, harmonie et composition) puis avec Johan Wagenaar. 
Elle était amie avec la compositrice Catharina van Rennes et a écrit de la musique pour la parolière Jacoba Mossel. Tussenbroek a donné des cours de chant à Utrecht et à Amsterdam. Outre des chansons pour enfants, elle a également écrit la musique et le texte de cantates pour enfants, une opérette pour enfants et des fables adaptées de La Fontaine. 
L'opérette pour enfants de Tussenbroek De Drie Kaboutertjes (Les Trois Gobelins, op 13)  a été jouée à l'Exposition nationale du travail des femmes à La Haye en 1898. Tussenbroek a fait travailler elle-même les enfants-interprètes. La première représentation payante était réservée aux abonnés tandis que la seconde était gratuite ouverte au public.
Tussenbroek a passé les dernières années de sa vie dans la maison de repos Het Woudhuis à Doorn. Elle y mourut le 21 juin 1935, à l'âge de 80 ans.

## Œuvre

### Kun je nog zingen, zing dan mee
Plusieurs de ses chansons ont été incluses dans le manuel populaire néerlandais Kun je nog zingen, zing dan mee, qui a été réimprimé en 41 éditions entre 1906 et 1986. 
- Tous les bourgeons se détachent, toutes les fleurs viennent chercher ('Alle knoppen springen los, alle bloemen komen kijken') (tekst: Van Tussenbroek)
- Mai étend à nouveau sa fleur sur les buissons et les arbres ('Mei spreidt zijn bloesem weer over struik en boomen') (tekst: Van Tussenbroek)
- Maintenant, la jeune herbe ne fleurit plus blanc et jaune ('Nu bloeien in 't jonge gras niet meer Meizoentjes wit en geel') (tekst: J.D.C. van Dokkum)
- A nouveau le bourgeon gonfle, à nouveau l'herbe est verte, oh, laisse-moi sortir ('Weer zwelt de knop, weer groent het kruid, o, laat m' er uit, o, laat m' er uit') (tekst: J.N. van Hall)
- Reveillez-vous, le soleil est déjà levé ('Wordt wakker, 't zonnetje is al op') (tekst: Van Tussenbroek)

Deux de ses chansons ont par la suite été incluses dans le recueil de chansons pour enfants dérivé de celui-ci : Kun je nog zingen, zing dan mee ! Voor jonge kinderen  (1912) : la chanson de mai "Nous dansons main dans la main" ('Wij dansen hand aan hand') ; et "Réveillez-vous, le soleil est déjà levé" ('Wordt wakker 't zonnetje is al op'). 
Une liste des œuvres de Tussenbroek, allant jusqu'à l'opus 40, est disponible à la Bibliothèque royale des Pays-Bas (DBNL).

## Compositions
- Les trois gnomes opus 13, d'après Grimm, opérette pour enfants en trois actes (1897)
- La poêle empruntée, farce avec chanson pour jeunes filles
- Le vent du printemps souffle ! chansons pour l'école préparatoire et primaire (1927) (recueil composé par J. Veldkamp et K. Veldkamp)
- Fables de La Fontaine (1913)
- Bonsoir jouant à l'homme, 10 chansons pour les tout-petits (vers 1921)
- Chansons joyeuses dans les temps sombres, nouvelles chansons de jeu (1918)
- Hawthorn, huit chansons en deux parties avec accompagnement au clavier (texte : JN van Hall )
- On light wings, 7 chansons pour une voix chantée (avec HW van der Mey)
- Perce-neige, chansons enfantines monophoniques avec accompagnement au clavier (avec Jan Pieter Heije )
- 6 Chansons hollandaises en deux parties avec accompagnement au clavier opus 8 sur des textes de Jan Pieter Heije
- Si tu sais pas dire un R, reste à la maison, chanson enfantine opus 9
- Ainsi se délient les langues languissantes, chanson enfantine opus 10
- Une énigme dans le chœur et autre chose, opus 15
- Wide Skies, six chansons pour enfants en deux parties opus 16
- hé! t' Was in de mei, cinq chansons pour enfants en deux parties opus 19
- Un vieux conte de fées, pour choeur d'enfants opus 20
- De rayons de lune et de soleil, comptine opus 21
- Jouer des chansons, avec accompagnement au clavier (1903)
- Home and Home, six chansons à l'unisson avec accompagnement au clavier opus 12 (1894) (avec GW Lorondaal et Jan Pieter Heije)
- De Birds and Flowers, 6 chansons pour enfants à une voix avec accompagnement au clavier opus 14 (1897) (texte : Jan Dirk Christiaan van Dokkum)
- Sun play and twilight, 6 chansons pour enfants d'une seule voix, avec accompagnement au clavier (1907) (avec CH de Jong)